# Famille Haentjens
 (novembre 2024).
La famille Haëntjens est une famille subsistante de l'ancienne bourgeoisie française, originaire de Cologne, puis établie à Nantes, où ses membres se sont distingués dans le négoce et l'armement au XIXe siècle.

## Mathias Haentjens (1756-1839)
Né le 18 mars 1756 à Cologne, il s'installe à Nantes comme armateur. Officier municipal de cette ville sous Pierre Giraud du Plessis.
Il acquiert le château et le domaine de Gesvres à Treillières en 1803.
En 1837, il partage son domaine de Gesvres entre ses deux filles : Marie Elisabeth reçoit le château de Gesvres (bas) ainsi que 228 ha, tandis que sa sœur Elise reçoit 264 ha, situés sur la rive gauche du Gesvres. Cette dernière et son époux, Pierre-Joseph Maës, feront construire en 1837, au lieu-dit "La Rivière", le château connu sous le nom du "Haut-Gesvres" et qui sera vendu en 1861 à Edmond Doré-Graslin.
Il est le père de Henri Haentjens (1786-1847) et de Chrétien-Charles Haëntjens (1790-1836), ainsi que le beau-père de Joseph Guillet de La Brosse et de Pierre-Joseph Maës.
Il meurt le 15 mars 1839 à Nantes.

## Henri Haentjens (1786-1847)
Gérard Guillaume Henri Haentjens nait le 23 septembre 1786 à Nantes de Mathias Haentjens (1756-1839).
Négociant et armateur à Nantes, raffineur de sucre, il fonde la maison d'armement "Haëntjens Frères".
Marié à Adélaïde Victoire Lequen, fille de Pierre Louis Lequen (1766-1843), négociant nantais, consul général du Portugal, président de la Chambre de commerce de Nantes et cofondateur et président de la Caisse d'épargne de Nantes, il est le père de Henri (1823-1913) et d'Ernest (1826-1897), ainsi que le beau-père du médecin Auguste Mahot.
Il meurt le 30 mai 1847 à Nantes.

## Charles Chrétien Haëntjens (1787-1833)
Charles Chrétien (ou Christian) Haëntjens nait vers 1787 à Cologne. Il est le neveu de Mathias Haëntjens (1756-1839).
Il s'établit à Port-au-Prince (Saint-Domingue) comme négociant consignataire.
Il meurt le 31 décembre 1833 à Port-au-Prince (ou le 30 décembre 1829).

## Albert Haentjens (1810-1862)
Jules Guillaume Albert Haentjens nait en 1810 à Francfort-sur-le-Main.
Il s'installe comme industriel à Ivry-sur-Seine, y fondant la Société Haentjens et Cie, usine de produits chimiques.
Il meurt en juillet 1862 à Ivry-sur-Seine.

## Henri Haëntjens (1823-1913)
Henri Pierre Mathias Haëntjens nait le 18 janvier 1823, à Nantes, de Henri Haentjens (1786-1847) et d'Adélaïde Victoire Lequen.
Négociant, armateur et raffineur de sucre, il rachête la raffinerie Knight en 1858 et la Raffinerie Gevers en 1859.
Il fonde la société "Cor, Haentjens et Cie" et la "Raffinerie du Havre".
Marié à Élisa Rougier-Lagane, il est le père de Charles Haentjens (1858-1940) et d'Ernest Haentjens (1869-1959).
Il meurt le 26 avril 1913 à Nantes.

## Ernest Haentjens (1826-1897)
Louis Émile Ernest Haentjens nait le 18 juillet 1826, à Nantes, de Henri Haentjens (1786-1847) et d'Adélaïde Victoire Lequen.
Après une carrière d'officier de marine, il revient à la direction de la maison d'armement Haentjens, spécialisée dans le négoce de sucre. Il est l'un des cinq actionnaires de la société "Les Raffineries nantaises", fondée par Nicolas Cézard.
Il hérite de la propriété de l'Ebeaupin-en-Vertou en 1858.
Adjoint au maire de Nantes en 1874 (conservateur), il est juge au tribunal de commerce de Nantes, administrateur du Jardin des plantes et de la Banque de France de Nantes.
Marié à Lucie Antoinette Marion de Procé, puis à Marie Anne Charlotte Pinczon du Sel des Monts, il est le beau-père de Henri-Edmond Fouché et d'Henri Magon de La Villehuchet.
Il meurt le 23 août 1897 à Nantes.

## Charles Haentjens (1858-1940)
Charles Félix Haentjens nait le 19 février 1858, à Nantes, de Henri Haëntjens (1823-1913).
Il est associé de la maison de courtage Loiret & Haëntjens.
Il épouse, en 1886, Paule Naudin, fille du banquier Emmanuel Naudin et de Marie Talvande.
Il meurt le 19 octobre 1940 à Nantes.

## Ernest Haentjens (1869-1959)
Ernest Haentjens nait le 4 janvier 1869, au Havre, de Henri Haëntjens (1823-1913).
Officier de cavalerie, il devient écuyer instructeur au Cadre noir de Saumur en 1904.
Il est chef d'équipe international et membre du jury du C.H.I. jusqu'en 1932.
Le 4 janvier 1927, il est promu au grade de colonel.
Il est fait chevalier de la Légion d'honneur et décoré de la croix de guerre.
Il meurt le 17 avril 1959 à Nantes.

## Galerie

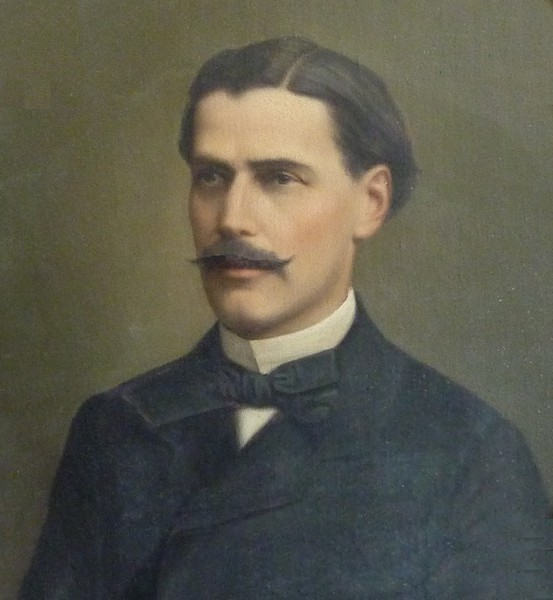
Charles Haentjens (1821-1874)
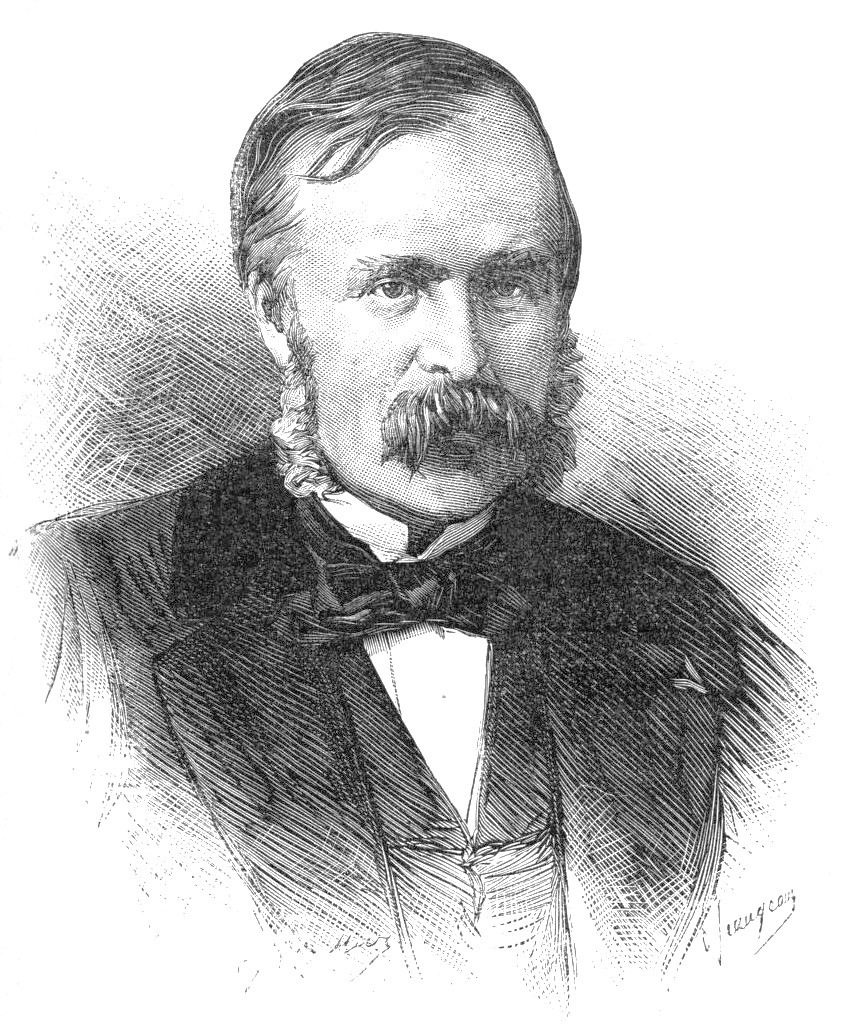
Alphonse-Alfred Haentjens (1824-1884)
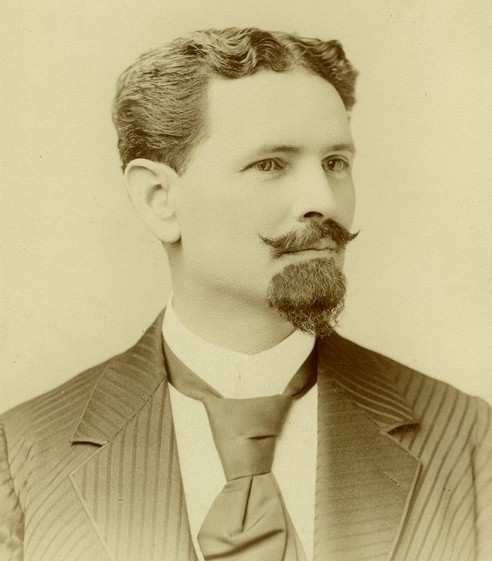
Clément Haentjens (1847-1923)
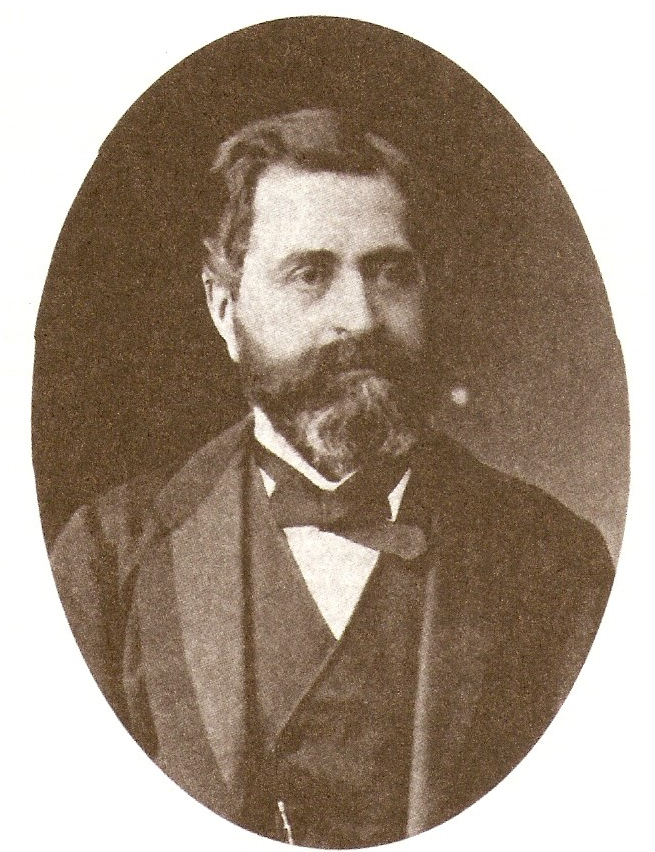
Ernest Haentjens (1826-1897)

## Armoiries
Les armes de la famille se blasonnent ainsi D'argent aux trois coqs de gueules.